# Empire (игра)
Empire (также известная как Classic Empire) — компьютерная пошаговая стратегическая игра, созданная Уолтером Брайтом в 1977 году. Является одной из первых компьютерных стратегических игр. Игра создана по мотивам фильма «Битва за Британию» и настольной игры «Риск». Каждый игрок начинает игру с одним городом в неисследованном мире. Город может производить армию, самолеты и корабли за определенное количество ходов. Игроки исследуют мир вокруг и захватывают другие города для того, чтобы производить больше юнитов.
Игра оказала влияние на развитие жанра стратегических игр. В частности, на такие игры, как Civilization, Nintendo Wars и Warlords.

## История и разработка
Идея создания этой игры появилась у Уолтера Брайта ещё в школе. Первую версию игры он создал в 1971 году. Тогда это была настольная игра со стратегической картой и фигурками. По словам Уолтера, это был полный провал. Игра занимала слишком много времени и приходилось держать много информации в голове. Уолтер понял, что идеальным противником для игры будет компьютер. Во-первых, он будет автоматически рассчитывать всю необходимую информацию, а, во-вторых, никогда не будет уставать. Уолтер вернулся к написанию игры, когда поступил в Калифорнийский технологический институт, в котором студентам предоставлялось свободное время для работы на компьютерах. Он начал писать игру на языке Basic, но вскоре понял, что возможности этого языка ограничены, и перешёл на FORTRAN. В 1977 году была готова версия игры для компьютера PDP-10. Игра стала популярной среди студентов, и системные администраторы запретили игру. Некоторые преподаватели винили Брайта за то, что студенты слишком много играют в Empire вместо учёбы. Позднее Брайт переписал игру под DEC Heathkit H-11 и отправил в журнал Byte. Это была первая коммерческая версия игры. Было продано всего две копии.

### DECUS форк

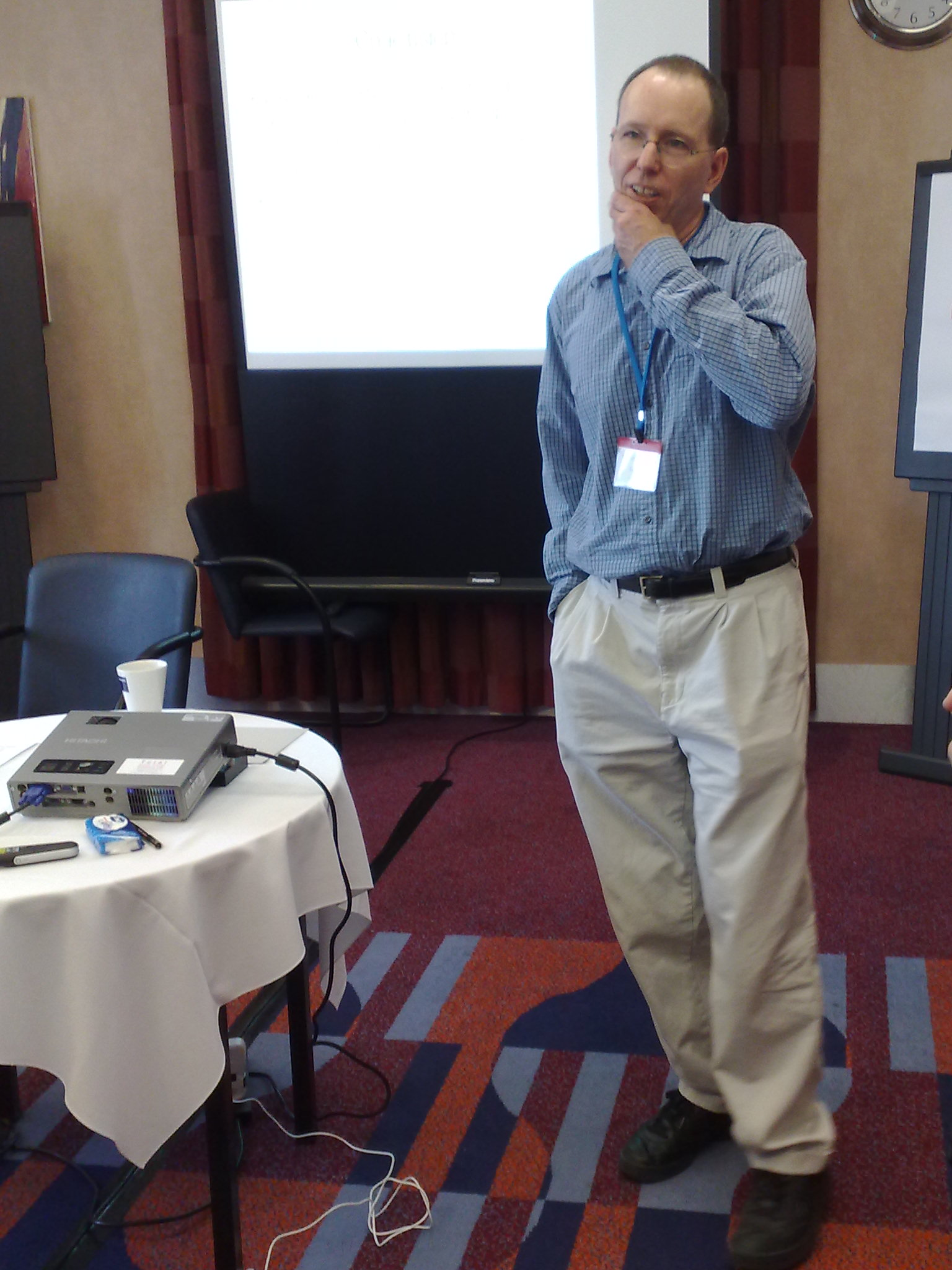
Уолтер Брайт, автор игры

Исходный код игры ушёл за пределы Калтеха. Этот код переходил от одного программиста к другому и постоянно претерпевал изменения. В конце концов код был обнаружен Хербом Джейкобсом и Дейвом Миттоном на компьютере в Массачусетсе. Они портировали код на операционную систему VAX/VMS и под псевдонимами «Mario DeNobili» и «Paulson» отправили программу в новостную группу сообщества DECUS. Программы из DECUS часто устанавливались на новые компьютеры сборщиками из DEC, что и поспособствовало популярности Empire. Вскоре Брайт узнал об этом и в 1983 году связался с DECUS, которые вскоре признали за ним авторство и вернули его имя в исходный код.

### Версия в общественном достоянии

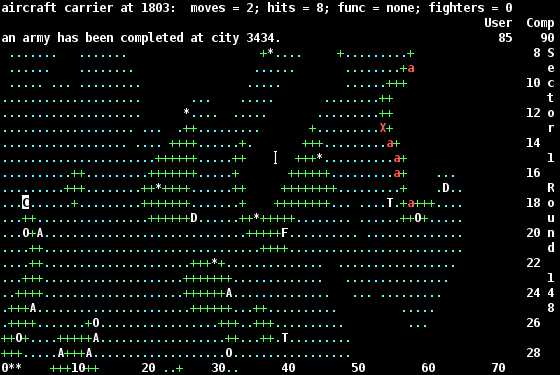
Empire 5.1 для Linux

В 1984 Боб Норби портировал версию из DECUS на IBM PC, назвав её Empire 5.0 и Empire 5.1 (с поддержкой цвета). Норби писал: 
«Эта программа — симулятор военной игры для видеотерминалов. Она распространяется DECUS для компьютеров DEC. Когда я работал в компании на VAX, я пристрастился к этой игре. После моего ухода из компании мне стало необходимо найти способ продолжить играть в неё. В связи с этим я переписал игру для PC».
 Игра была выпущена как shareware и получила популярность на различных BBS в конце 1980-х.

### Empire: Wargame of the Century

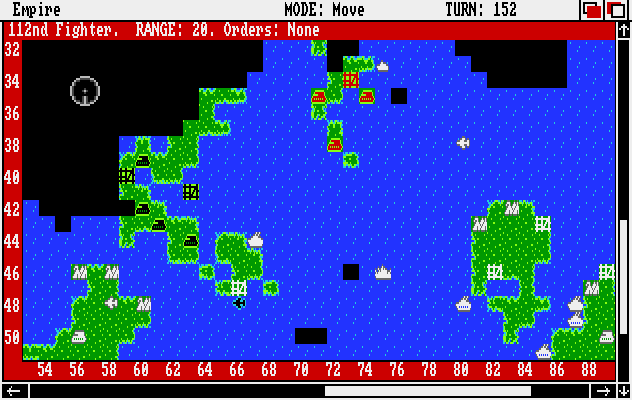
Empire: Wargame of the Century для Amiga

Когда Уолтер Брайт открыл для себя язык Си, он понял, что на Си очень легко будет реализовать Empire. Вскоре он создал версию игры для IBM PC и вновь отправил её в журнал Byte. Появление игры в журнале вызвало большой ажиотаж. Уолтер вспоминает это время так:

«Я был поражен потоком заказов. Я сидел на полу своей гостиной, сортировал ксерокопии руководств по игре, копировал диски, запаковывал их в конверты. Это было весело, но я понимал, что с настоящим маркетингом она будет продаваться еще лучше».
Брайт начал рассылать предложения разным компаниям, специализирующимся на видеоиграх, но везде получал отказ. Единственная компания, которая проявила интерес, была Interstel. Брайт заключил договор, и компания наняла Марка Болдуина для создания графического интерфейса. Начиная с 1987 года, Empire: Wargame of the Century была выпущена для Atari ST, Amiga, Commodore 64, Apple II, Macintosh и DOS.
В своем обзоре журнал Computer Gaming World отметил улучшенный пользовательский интерфейс, заявив, что «игровой процесс уже успешной игры был заметно улучшен». В 1988 году этот журнал наградил игру званием «Игра года».
Версия для Atari ST была отрецензирована в 1988 году в журнале «Dragon» Патрисией Хартли и Кирком Лессером в колонке «The Role of Computers». Игра получила 4 звезды из 5. В 1989 году в журнале «Dragon» появился обзор версии игры для MS-DOS. Эта версия также получила 4 звезды из 5.
В 1987 году Чак Симмонс переписал игру на Си с использованием UNIX-библиотеки curses для character-cell терминалов. Эрик Рэймонд сохранил копию этой версии и поделился кодом с open source проектом.

### Empire Deluxe
В начале 1990-х Марк Болдуин и Роб Раковски переписали игру и назвали её Empire Deluxe. Игра была выпущена New World Computing для DOS, Mac OS и Windows в 1993 году. В Empire Deluxe сохранился традиционный геймплей версии Interstel в режиме standard. В игре появились режимы basic (для начинающих) и advanced с новыми боевыми единицами, такими как Bomber и Armor. Размер карты был увеличен до 200x200.
Empire Deluxe получила большую популярность и попала в список Gamespy Greatest Games of All Time.
В 1993 году было выпущено дополнение, включавшее новый инструмент статистики и генератор случайных карт (случайные карты были представлены в версии Interstel, но отсутствовали в Empire Deluxe), патчи для DOS и Windows, и коллекцию из 38 сценариев, написанных различными известными гейм-дизайнерами и другими деятелями игровой индустрии, среди которых были Уилл Райт, Джерри Пурнель, Джим Данниган, Ной Фалштейн и другие.

### Версии Killer Bee
В 2001 году Марк Кинкед из Killer Bee Software купил права на Empire Deluxe у Марка Болдуина и Боба Раковски, и в 2002 году выпустил новую версию игры, Empire Deluxe Internet Edition. Эта игра была портом кода Болдуина и Раковски под Windows с небольшими изменениями. Был увеличен размер карт до 255x255, но никаких новых правил добавлено не было.
В 2004 году Killer Bee Software выпустила Empire Deluxe Enhanced Edition, основанную на режиме advanced из Empire Deluxe. В игру было добавлено несколько новых боевых единиц, возможность увеличить размер карты до 1000x1000 и создавать своих юнитов.

## Инновации
Поскольку Empire была одной из первых стратегических компьютерных игр, в ней впервые появились элементы игрового процесса, которые широко используются как в современных стратегических играх, так и в играх других жанров. Некоторые из них:
- туман войны
- производство новых боевых единиц в городах
- перевозка сухопутных боевых единиц на кораблях
- PBEM («игра по электронной почте»)
- редактор карт
- дополнения с новыми картами и сценариями.

## Продолжение
В 1995 году New World Computing выпустила продолжение игры под названием Empire II: The Art of War. Если оригинальная игра была пошаговой стратегией, то Empire II — скорее пошаговая тактическая игра. Из игры было убрано строительство империи и производство юнитов, но при этом сложность и реализм сражений были усилены новыми особенностями, такими как мораль и различный уровень поражения. Игровая кампания содержала большое количество как реальных исторических сражений, так и вымышленных. Игровой редактор позволял создавать не только новые карты и кампании, но и новых юнитов с собственной графикой и звуками.

## Отзывы
Игра заняла восьмое место в списке «Лучших игр всех времен» по версии журнала Computer Gaming World в 1996 году.
В 2015 году геймдизайнер Брюс Шелли сообщил, что, по его мнению, Empire входит в 25 лучших игр всех времён .